# Biathlon ai IV Giochi olimpici giovanili invernali
Le gare di biathlon dei IV Giochi olimpici giovanili invernali del Gangwon si sono svolte al centro di sci di fondo di Alpensia, nel comune di Daegwallyeong, dal 20 al 24 gennaio 2024. In programma 6 eventi.

## Podi

### Ragazzi
| Evento               | Oro         | Tempo   | Argento       | Tempo   | Bronzo           | Tempo   |
| 7,5 km sprint        | Antonin Guy | 20'57"7 | Tov Roeysland | 21'29"5 | Flavio Guy       | 21'55"2 |
| 12,5 km inseguimento | Antonin Guy | 41'45"2 | Storm Veitsle | 42'25"5 | Markus Sklenarik | 43'01"5 |

### Ragazze
| Evento             | Oro              | Tempo   | Argento      | Tempo   | Bronzo                   | Tempo   |
| 6 km Sprint        | Carlotta Gautero | 19'40"2 | Ela Sever    | 20'15"3 | Polina Putsko            | 20'54"1 |
| 10 km Inseguimento | Ilona Plechacova | 37'03"4 | Marie Keudel | 38'13"1 | Nayeli Mariotti Cavagnet | 38'23"0 |

### Misti
| Evento            | Oro                                                                         | Tempo     | Argento                                                     | Tempo     | Bronzo                                                                    | Tempo     |
| Staffetta singola | Francia Alice Dusserre Antonin Guy                                          | 44'08"2   | Germania Marie Keudel Korbi Kuebler                         | 44'58"2   | Norvegia Eiril Nordboe Storm Veitsle                                      | 44'58"5   |
| Staffetta mista   | Italia Nayeli Mariotti Cavagnet Carlotta Gautero Hannes Bacher Michel Deval | 1h15'12"4 | Francia Alice Dusserre Louise Roguet Flavio Guy Antonin Guy | 1h16'25"4 | Rep. Ceca Heda Mikolasova Ilona Plechacova Jakub Neuhauser Lukas Kulhanek | 1h18'23"4 |